# 641 가족
《641 가족》은 한국방송공사의 어린이 드라마 작품이다. 아이큐를 모두 합치면 641인 천재가족과 주변인물들이 등장인물이며, 2005년 12월 5일부터 2006년 5월 5일까지 방영되었다. 장소 협조 경기도 부천시에서 촬영되었다.

## 등장인물

### 천재인 가족
- 이진주 : 천재인 역

IQ 180의 천재 소녀. 11살에 대입검정고시에 합격하여, 한국대학교 수의예과에 조기입학했다. 하지만 일상생활은 보통아이들과 다를 게 없다.
- 원덕현 : 천재호 역

재인이의 남동생. IQ 182
- 이두일 : 천호만 역

재인과 재호의 아버지. IQ 178. 대한민국에서 가장 많은 특허를 따낸 천재 발명가이다.
- 윤유선 : 성순아 역

재인과 재호의 어머니. IQ 101. 평범한 가정주부.
- 권성덕 : 천마산 역

재인과 재호의 할아버지. 한국대학교 수학과 명예교수. 고지식한 성격때문에 학생들의 불만을 사기도 했지만, 방학 기간 동안의 패밀리 레스토랑 아르바이트 경험으로 마음의 여유를 갖게 되었다.
- 류종원 : 성급한 역

재인의 사촌오빠. 고등학생.

### 추요한 가족
- 안민석 : 추요한 역

천재인의 친구이다. 제과점 사장인 아빠에게 제빵기술을 공부하고 있다.
- 김유리 : 추요성 역

추요한의 누나. 경호학과 입학을 위해 무술을 공부하고 있다.
- 이영범 : 추수철 역

추요한의 아빠. 천호만과는 고등학교 동창이며, 제과점 사장으로 일하고 있다.
- 노유정 : 박미현

추요한의 엄마. 드라마에서 제과점 사장으로 출연한 이영범과 노유정은 실제 부부이였으나 현재는 이혼한 상태이다.

### 초등학교 친구들
- 심은경 : 진달래 역
- 안다니엘 : 찬수 역
- 주민수 : 강성민 역
- 김원미 : 이유미 역

### 대학교 친구들
- 오정우 : 강풍석 역
- 이새미 : 한새미 역
- 김정민 : 차분희 역
- 유세윤 : 오준하 역
- 김영민 : 김영민 역

한국대학교 수의예과 교수.

### 그 외
- 손미희 : 영어선생님 역